# Гаттерсгайм-ам-Майн
Гаттерсгайм-ам-Майн (нім. Hattersheim am Main) — місто в Німеччині, знаходиться в землі Гессен. Підпорядковується адміністративному округу Дармштадт. Входить до складу району Майн-Таунус.
Площа — 15,82 км2. Населення становить 27 747 ос. (станом на 31 грудня 2020).